# Alex Tobin

Alexander Hugh Tobin (n. Adelaida, Australia, el 3 de noviembre de 1965), conocido simplemente como Alex Tobin es un ex futbolista australiano. Tobin es el segundo jugador con más partidos jugados con su selección por detrás de Mark Schwarzer con 87 partidos, muchos de ellos como capitán. Hizo su debut internacional el 9 de marzo de 1988 en un partido de clasificación a los Juegos Olímpicos de Seúl 1988 frente a Taiwán en Adelaida.

## Trayectoria
Tobin pasó toda su carrera profesional en Australia. Jugó gran pare de su carrera como defensor del Adelaide City en la National Soccer League. Alex dejó Adelaide City en 2000, luego de dieciséis años con el club, para unirse al Parramatta Power. Terminó su carrera con Northern Spirit. Tobin jugó un total de 522 encuentros como profesional en Australia.
Tobin actualmente trabaja para los Central Coast Mariners como asistente del primer equipo.

## Selección nacional
Tobin fue, hasta 2012, el jugador australiano con más actuaciones con la selección mayor con 87 partidos.
| Selección de fútbol de Australia | Selección de fútbol de Australia | Selección de fútbol de Australia |
| Año                              | Partidos                         | Goles                            |
| -------------------------------- | -------------------------------- | -------------------------------- |
| 1988                             | 3                                | 1                                |
| 1989                             | 0                                | 0                                |
| 1990                             | 3                                | 0                                |
| 1991                             | 6                                | 0                                |
| 1992                             | 15                               | 0                                |
| 1993                             | 10                               | 0                                |
| 1994                             | 6                                | 0                                |
| 1995                             | 9                                | 0                                |
| 1996                             | 10                               | 1                                |
| 1997                             | 16                               | 0                                |
| 1998                             | 9                                | 0                                |
| Total                            | 87                               | 2                                |

### Goles internacionales
| #   | Fecha                    | Lugar                                  | Rival | Gol   | Resultado | Competición      |
| --- | ------------------------ | -------------------------------------- | ----- | ----- | --------- | ---------------- |
| 01. | 9 de marzo de 1988       | Hindmarsh Stadium, Adelaida, Australia | TWN   | 1 – 0 | 3 – 2     | Preolímpico 1988 |
| 02. | 21 de septiembre de 1996 | Loftus Versfeld, Pretoria, Sudáfrica   | Kenia | 0 – 4 | 0 – 4     | Amistoso         |

## Medalla Alex Tobin
En 2008 la Medalla Tobin de la PFA fue inaugurada por la Asociación Australiana de Futbolistas Profesionales (PFA según sus siglas en inglés). Será entregada cada año por la PFA a un jugador actual o retirado basado en los cuatro atributos demostrados por Alex Tobin a lo largo de su carrera y que reflejan la filosofía de la PFA: Liderazgo, logros como jugador, compromiso a sus colegas profesionales y servicio y dedicación al juego. Las dos primeras medallas fueron otorgadas a Joe Marston y, en forma pósthuma, a Johnny Warren.

## Palmarés

### Campeonatos nacionales
| Título               | Club            | País      | Año     |
| -------------------- | --------------- | --------- | ------- |
| Campeonato de la NSL | Adelaide City   | Australia | 1986    |
| Campeonato de la NSL | Adelaide City   | Australia | 1991-92 |
| Campeonato de la NSL | Adelaide City   | Australia | 1993-94 |
| Campeonato de la NSL | Adelaide City   | Australia | 1993-94 |
| Campeonato de la NSL | Adelaide United | Australia | 1993-94 |
| Copa de la NSL       | Adelaide United | Australia | 1989    |
| Copa de la NSL       | Adelaide United | Australia | 1991-92 |

### Torneos internacionales
| Título                         | País      | Año  |
| ------------------------------ | --------- | ---- |
| Copa de las Naciones de la OFC | Australia | 1996 |